# 因迪卡·迪萨纳亚克

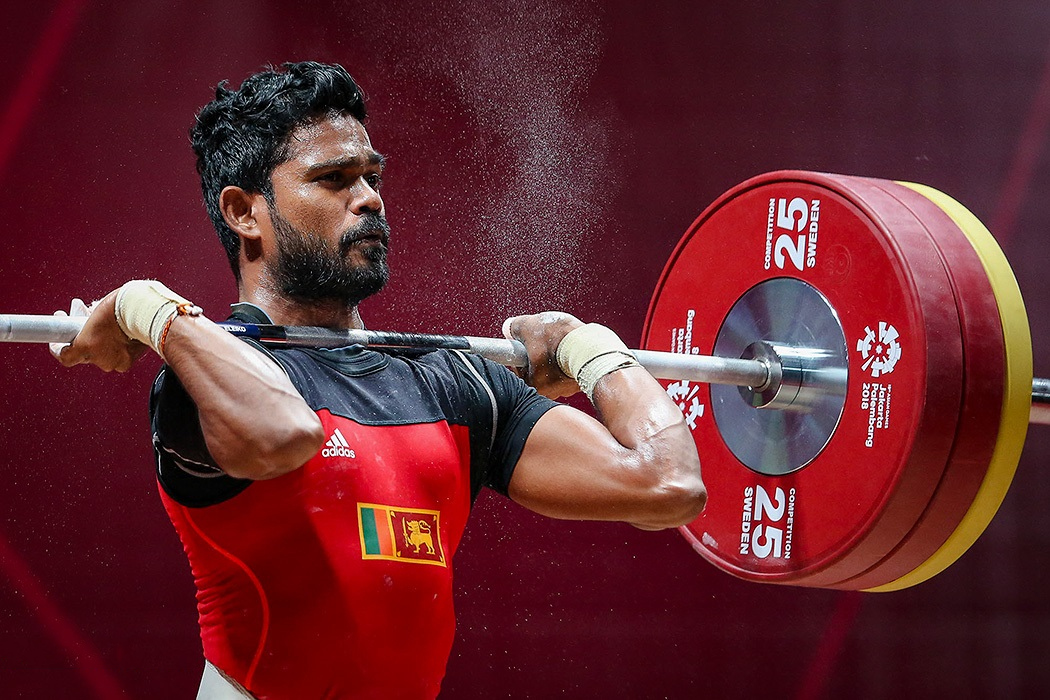
迪萨纳亚克在2018亚洲运动会

因迪卡·迪萨纳亚克（1989年8月6日—）是一名斯里兰卡举重运动员，身高1.70米。2010年，在广州亚运会的62公斤级项目中抓举三次失败，未完成比赛。他也参加了2018年亚洲运动会，同样未完成比赛。